# If We Are the Body
«If We Are the Body» — песня американской группы христианского рока Casting Crowns, вышедшая 26 июля 2003 года в качестве ведущего сингла из дебютного студийного альбома Casting Crowns (2003).
Трек написан Марком Холлом и спродюсирован Марком А. Миллером и Стивеном Кертисом Чепменом. Песня, изначально написанная Холлом в качестве «учебного пособия» для своей молодежной группы, относится к стилю современной христианской музыки (CCM) и акустическому року. В ней звучат скрипка, мандолина и аккордеон, а в аранжировке ставится вопрос о том, почему христианская церковь не служит беспристрастно.
Песня «If We Are the Body» получила положительные отзывы от музыкальных критиков, которые высоко оценили ее текст и аранжировку, и была номинирована на награды «Песня года» и «Поп/современная песня года» на 35-й церемонии GMA Dove Awards. Песня провела три недели на первом месте в чартах Radio & Records Christian AC и Christian CHR и достигла третьего места в чартах Billboard Hot Christian Songs и Hot Christian AC.

## История
По словам вокалиста Марка Холла, песня «If We Are the Body» была изначально написана для использования в качестве «учебного пособия» в его молодежной группе. Холл, молодежный пастор, сказал, что «[молодежная группа] забыла, как выглядит Тело Христово», и прокомментировал: «Мир хорошо знает, против чего выступает церковь, но не всегда понимает, для чего она нужна. Каждому в Теле Христовом даны дары для служения; и когда христиане не используют эти дары, Тело страдает». Вдохновением для написания песни Холла послужила вторая глава книги Иакова, где автор «наставляет» читателей «избегать преференций, оказываемых одной конкретной группе по отношению к другой, например, предпочтения богатых бедным».
Песня «If We Are the Body» была спродюсирована Марком А. Миллером и Стивеном Кертисом Чепменом. Он был записан в студии Zoo Studio во Франклине, штат Теннесси, Сэмом Хьюиттом и смикширован Стивом Биширом в Oxford Sound. Дополнительную запись проводил Мэтт Голдман в Glow In The Dark Studio в Декатуре, штат Джорджия.

## Отзывы и признание
Песня «If We Are the Body» получила положительные отзывы от музыкальных критиков. Энди Аргиракис из CCM Magazine сказал, что песня «приковывает внимание» вокалиста Марка Холла. Белинда С. Айерс из Christian Broadcasting Network описала ее как «мощную» и «запоминающуюся». Стив Бест из Cross Rhythms считает, что это пример того, что Casting Crowns — «больше. … чем рок». Расс Браймайер из The Fish считает, что песня «If We Are the Body» напоминает «Майкла Карда и Кита Грина» в своем лирическом послании. На 35-й церемонии GMA Dove Awards песня «If We Are the Body» была номинирована на награды «Песня года» и «Поп/современная песня года».

## Чарты
| Чарт (2003)                   | Высшая позиция |
| ----------------------------- | -------------- |
| Billboard Hot Christian AC    | 3              |
| Billboard Hot Christian Songs | 3              |
| Radio & Records Christian AC  | 1              |
| Radio & Records Christian CHR | 1              |

| Чарт (2004)                   | Позиция |
| ----------------------------- | ------- |
| Billboard Hot Christian AC    | 19      |
| Billboard Hot Christian Songs | 19      |

| Чарт (2000-е)              | Позиция |
| -------------------------- | ------- |
| Billboard Hot Christian AC | 54      |